# Alexander Singer
Alexander Singer (ur. 18 kwietnia 1928 w Nowym Jorku, zm. 28 grudnia 2020) – amerykański reżyser, filmowo-telewizyjny.

## Nagrody
- Nagroda Emmy Najlepsze osiągnięcie reżyserskie w dramacie - odcinek serialu z powtarzającymi się postaciami lub/i tematem : 1972:The Bold Ones: The Lawyers